# 坂本復経
坂本 復経（坂本復經、さかもと またつね、（1855年（安政2年） - 1888年（明治21年）5月30日）は、明治期に活躍した日本の建築家。工学士。長崎県出身。佐賀藩士族。

## 経歴
学歴
官費生として工部大学校造家学科（現 東京大学工学部建築学科）に進学し、1881年（明治14年）卒業。
経歴
工部省に七等技手として奉職。営繕局に勤務。その後は四等技手待遇で白川宮邸に従事。1885年（明治18年）工部省廃止に伴い内務技師。ただし間もなくこれを辞す。
その後辰野金吾の勧めもあり、1886年（明治19年）、横浜の建築請負師清水満之助商店（現・清水建設）製図場の初代技師長として招聘される。店主清水満之助は坂本を伴い欧米の建設事情視察のため歴訪。同年辰野金吾、松ヶ崎万長、河合浩蔵らと創立委員として「造家学会」を設立。墓所は青山霊園。

## 主要作品
- 通運會社事務所（1887年）
- 日本煉化製造會社工塲（竣工は1889年）
- 英吉利法律学校・東京英語学校教場及事務所（1889年（明治22年）12月、東京市神田区）辰野金吾、藤本寿吉、中村達太郎らと共同で設計[1]
- 鍋島直大永田町邸宅[2]（1892（明治25年）竣工、千代田区）現啓明学園北泉寮。坂本の死後、辰野金吾と一時は片山東熊が監督し、落成。後1927年（昭和2年）に三井八郎右衞門高棟が買い受け、三井家拝島別邸として移築。